# Saint-Lô-d’Ourville
Saint-Lô-d’Ourville település Franciaországban, Manche megyében. Lakosainak száma 495 fő (2018. január 1.). Saint-Lô-d’Ourville Canville-la-Rocque, Denneville és Portbail községekkel határos.

## Népesség
A település népessége az elmúlt években az alábbi módon változott:
| Lakosok száma | 380  | 403  | 397  | 478  | 562  | 526  | 522  | 529  | 504  | 495  |
|               | 1968 | 1975 | 1982 | 1999 | 2006 | 2011 | 2013 | 2016 | 2017 | 2018 |